# 玉泉镇 (秦州区)
玉泉镇，是中华人民共和国甘肃省天水市秦州区下辖的一个乡镇级行政单位。

## 行政区划
玉泉镇下辖以下地区：
南湖社区、双西社区、石马坪村、王家磨村、玉泉村、徐家山村、盐池村、左家场村、烟铺村、刘家庄村、马兰村、皇城村、瓦窑坡村、枣园村、闫河村、孙家坪村、王家坪村、东团庄村、莲亭村、天水郡村、暖和湾村、冰凌寺村、杨何村、李官湾村、曹家崖村、东十里村、七里墩村、东方红村、伏羲路村、闫新庄村、西团庄村和西十里村。